# Мануїл Хрисолор
Мануї́л Хрисоло́р (грец. Μανουήλ Χρυσολώρας; бл. 1355, Константинополь (нині — Стамбул) — 15 квітня 1415) — вчений візантійський гуманіст, першим познайомив Західну Європу з давньогрецькою літературою.

## Біографія
Народився в Константинополі в середині XIV століття. Слава Хрисолора як ритора й філософа привертала до Візантії учнів з Італії, де в той час з особливою силою пробудився інтерес до гуманістичних знань. Близько 1393 року Хрисолор був відряджений Мануїлом II на Захід просити про допомогу проти турків. У Флоренції йому влаштували тріумфальну зустріч. Завдяки клопотанням Колюччо Салютаті він отримав запрошення зайняти професорську кафедру у Флорентійському університеті, із зобов'язанням навчати грецької мови всіх охочих. Чимало його учнів стали видатними діячами раннього гуманізму. 1400 року Хрисолор покинув Флоренцію й переїхав до Мілану, куди його кликав Мануїл Палеолог, що прибув на Захід. До 1402 року Хрисолор викладав у Павійському університеті. Водночас він продовжував виконувати роль довіреної особи царя Мануїла й збирав гроші на війну з турками. Повернувшись до Константинополя, він ще кілька разів відвідував Італію як імператорський посол, а 1408 року остаточно покинув свою батьківщину й незабаром поступив на службу до папської курії. 1413 року Хрисолор вів перемовини про місце майбутнього собору з імператором Сигізмундом. У місті Констанц він служив перекладачем при грецькому посольстві. Помер 1415 року по дорозі до Констанца.

## Заслуги
Судячи з захоплених відгуків його учнів, Хрисолор був глибоким знавцем та чудовим учителем грецької літератури й філософії. Серед греків, що знайомили Захід з давньою еллінською літературою, Хрисолору належить одне з чільних місць. Хрисолор мав неабиякий педагогічний хист. До нього стікалися натовпи слухачів, яких він заражав своїм захопленням мовою й літературою Давньої Греції. Гуаріно да Верона, який навчався у нього ще в Константинополі та обожнював свого наставника, порівнював його з сонцем, що осяяло Італію, занурену у глибокий морок. Серед його учнів були Леонардо Бруні, Палла Строцці, Гуаріно да Верона та Франческо Філельфо. Після смерті свого вчителя Гуаріно сказав, що Італія мала б поставити йому золоту статую та тріумфальні колони. Учні написали на згадку свого вчителя декілька творів у віршах і прозі, а Гуаріно зібрав їх в один том під назвою «Хрисолоріана».

## Твори
Твори Хрисолора поділяються на богословські, граматичні, перекладні та листи. Хрисолор належав до небагатьох візантійських греків, які захищали католицтво. Напередодні падіння Візантії та в самий розпал старань про унію полеміка з латинством особливо загострилася. Мовби у відповідь на цю полеміку Хрисолор написав твір про походження Святого Духа від Отця та Сина й переклав грецькою мовою католицькі молитви. Його «Питання з граматики» (Ερωτήματα γραμματικά) обробив Гуаріно. Хрисолор залишив переклади Гомера та Платонової «Держави», проте переклади були недосконалими і майже дослівними через недостатнє володіння ним латини.